# Siruguppa
Siruguppa è una suddivisione dell'India, classificata come town panchayat, di 42.862 abitanti, situata nel distretto di Bellary, nello stato federato del Karnataka. In base al numero di abitanti la città rientra nella classe III (da 20.000 a 49.999 persone).

## Geografia fisica
La città è situata a 15° 37' 60 N e 76° 54' 0 E e ha un'altitudine di 372 m s.l.m..

## Società

### Evoluzione demografica
Al censimento del 2001 la popolazione di Siruguppa assommava a 42.862 persone, delle quali 21.664 maschi e 21.198 femmine. I bambini di età inferiore o uguale ai sei anni assommavano a 6.383, dei quali 3.361 maschi e 3.022 femmine. Infine, coloro che erano in grado di saper almeno leggere e scrivere erano 22.051, dei quali 13.022 maschi e 9.029 femmine.